# William Widgery
William Widgery (* um 1753 in Devonshire, England; † 31. Juli 1822 in Portland, Maine) war ein englisch-amerikanischer Politiker. Zwischen 1811 und 1813 vertrat er den Bundesstaat Massachusetts im US-Repräsentantenhaus.

## Werdegang
Noch in seiner Jugend kam William Widgery mit seinen Eltern nach Philadelphia in Pennsylvania, wo er die öffentlichen Schulen besuchte. Später arbeitete er im Schiffsbau. In den 1770er Jahren schloss er sich der amerikanischen Revolution an und wurde während des Unabhängigkeitskrieges Leutnant der amerikanischen Streitkräfte. Nach einem anschließenden Jurastudium und seiner um 1790 erfolgten Zulassung als Rechtsanwalt begann Widgery in Portland in diesem Beruf zu arbeiten. In den Jahren 1787 bis 1793 sowie nochmals von 1795 bis 1797 saß er als Abgeordneter im Repräsentantenhaus von Massachusetts. 1788 war er Delegierter auf der Versammlung, die für den Staat Massachusetts die Verfassung der Vereinigten Staaten ratifizierte. Im Jahr 1794 gehörte er dem Senat von Massachusetts an. In den Jahren 1806 und 1807 wirkte er im Regierungsrat dieses Staates mit.
Politisch wurde Widgery Mitglied der Ende der 1790er Jahre von Thomas Jefferson gegründeten Demokratisch-Republikanischen Partei. Bei den Kongresswahlen des Jahres 1810 wurde er im 15. Wahlbezirk von Massachusetts in das US-Repräsentantenhaus in Washington, D.C. gewählt, wo er am 4. März 1811 die Nachfolge von Ezekiel Whitman antrat. Da er im Jahr 1812 nicht bestätigt wurde,  konnte er bis zum 3. März 1813 nur eine Legislaturperiode im Kongress absolvieren. In dieser Zeit begann der Britisch-Amerikanische Krieg.
Zwischen 1813 und 1821 fungierte William Widgery als Berufungsrichter. Er starb am 31. Juli 1822 in Portland, wo er auch beigesetzt wurde.  